# Henri de Louw
Jacobus Hendrikus Johannes (Henri) de Louw (Den Haag, 14 december 1851- Den Haag, 29 juni 1944) was een Nederlands fotograaf, gevestigd in Delft en Den Haag. Hij was werkzaam als portretfotograaf en maakte daarnaast topografische opnamen in verschillende steden.
Henri de Louw werd geboren als zoon van de Haagse steengraveur en fotograaf Jacobus Marinus Wilhelmus de Louw (1823-1907). Henri de Louw begon zijn loopbaan als fotograaf in Den Haag. In 1872 kwam hij als assistent te werken in de studio van de Delftse portretfotograaf Emma Kirchner, aanvankelijk als retoucheur. In 1875 vestigde hij zich te Delft. In datzelfde jaar trouwde hij in Delft met Elisa Augusta Doris Ida Kirchner (1852-1937), dochter van Emma Kirchner. Kirchner en haar schoonzoon hadden korte tijd een compagnonschap onder de naam 'Henri de Louw en Emma Kirchner'. In 1876 gingen Henri en Doris de Louw wonen aan de Koornmarkt 16 in Delft en kregen ze een dochter, Dora Maria. In 1878 werd de tweede dochter, Frederika Emma, geboren. In 1901 werd het huwelijk tussen Doris en Henri ontbonden en vertrok Dora naar Amsterdam.
In maart 1876 vestigde hij zich als zelfstandig fotograaf in wijk 2 nummer 115 (Koornmarkt 16, naast de Israëlitische Kerk, de Synagoge). Op 5 november 1880 vertrok hij naar de Oude Delft 137 waar hij tot 1891 gevestigd was.
De Louw vertrok naar Den Haag op 4 september 1891, waar hij achtereenvolgens een fotostudio had op Prinsestraat 99 en de J.P. Coenstraat 21.
Leerlingen van de Louw waren onder anderen A. van der Grient, E.J.J. Groeneveld en Anne Molenaar.
Na 1928 heeft Henri de Louw niet meer als fotograaf ingeschreven gestaan. In 1944 overleed Henri de Louw in Den Haag.
Zijn broer Johan Jacob de Louw (1855-1909) was eveneens fotograaf in Den Haag.

## Galerij

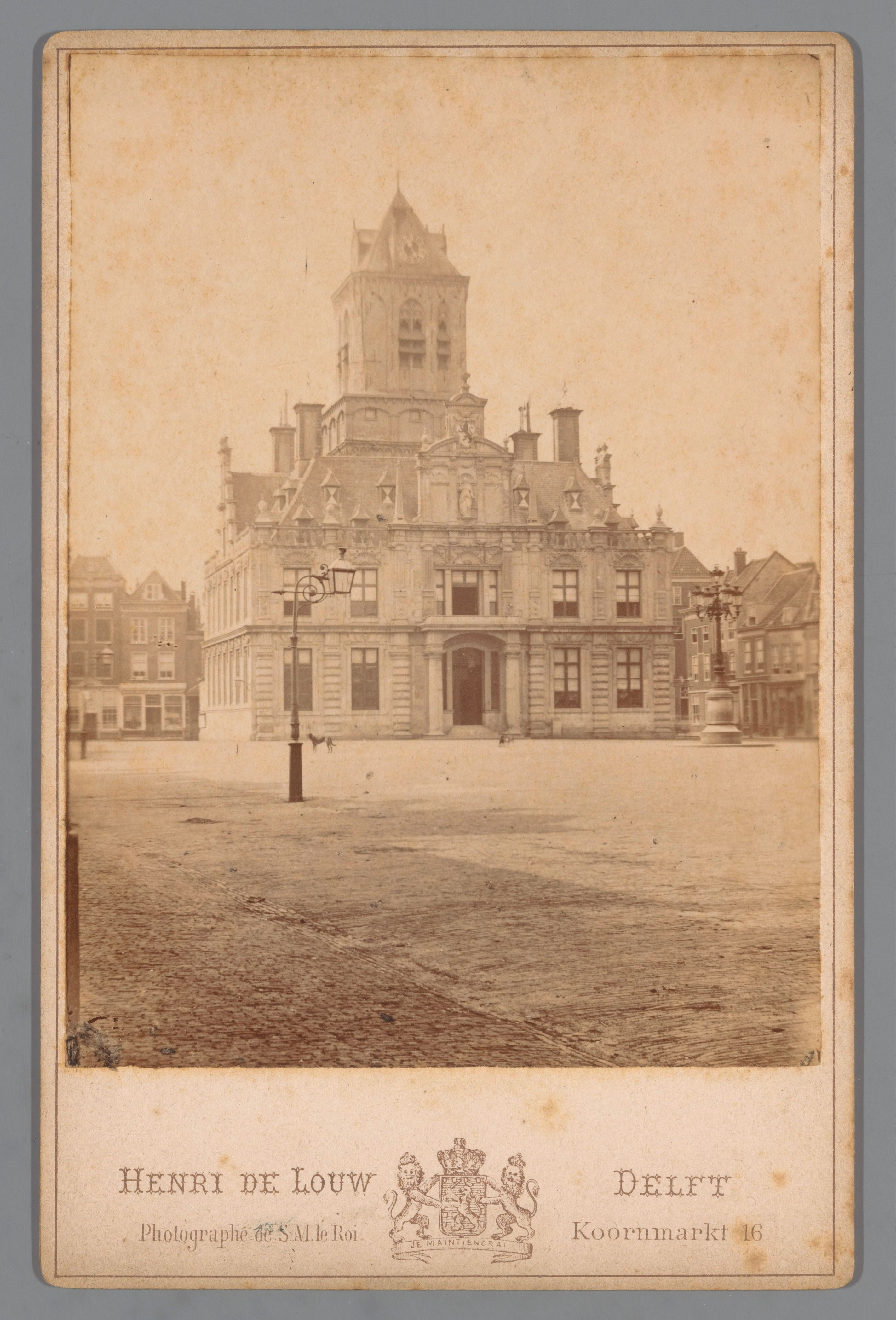
Gezicht op het stadhuis van Delft.
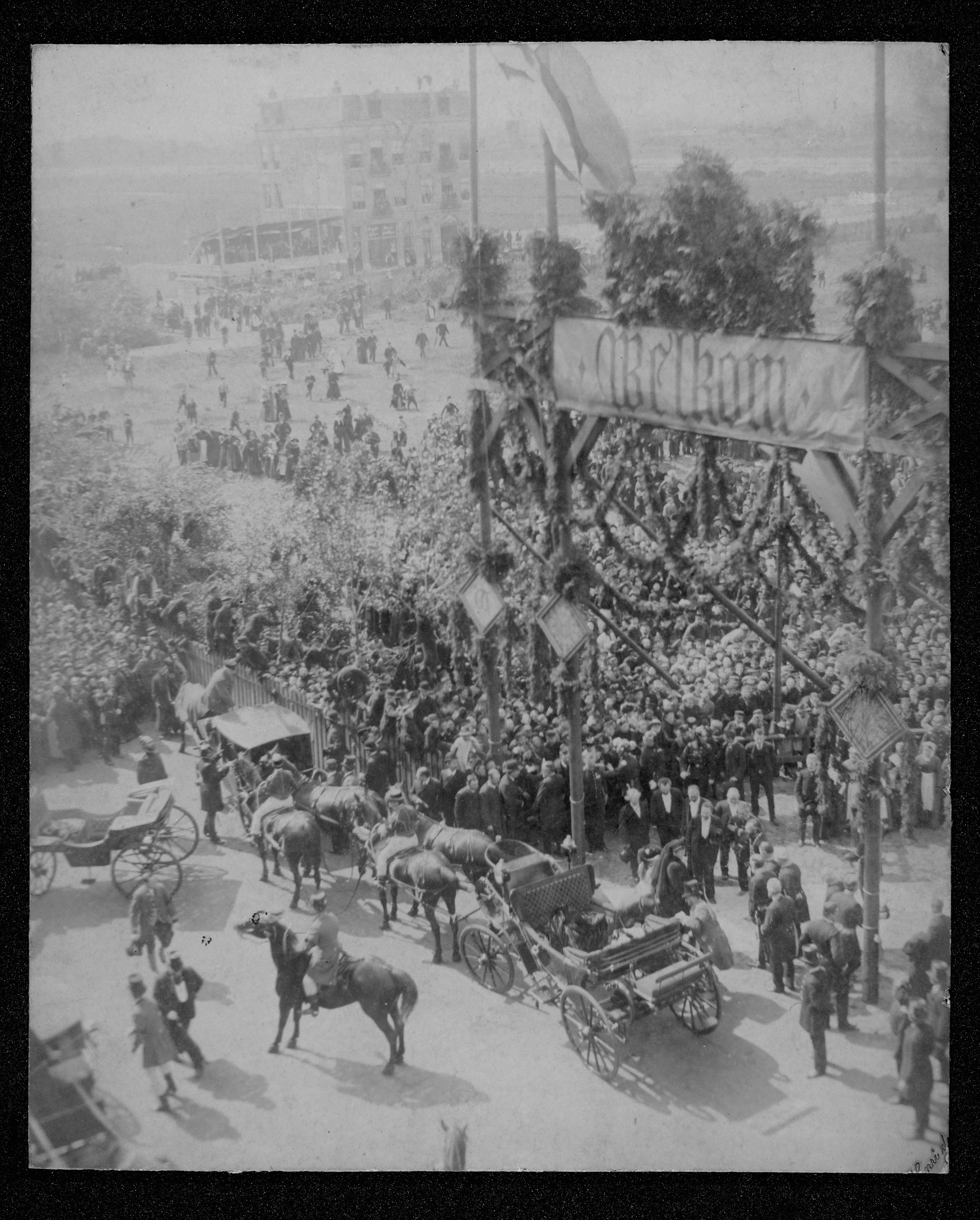
Koningin Wilhelmina en koningin Emma bij de eerstesteenlegging van het Wilhelmina gasthuis in Amsterdam.
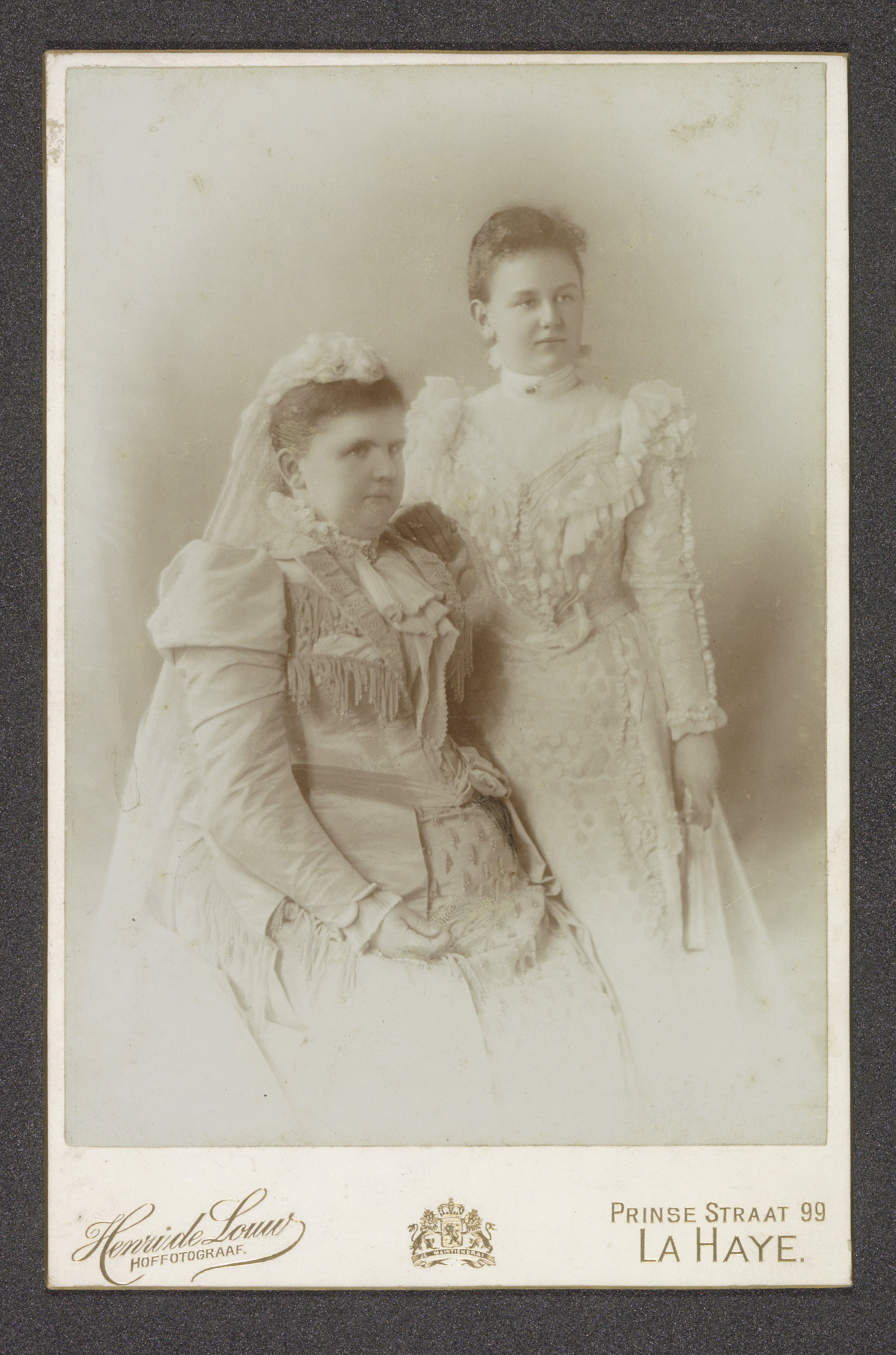
Portret van koningin Wilhelmina en koningin Emma.
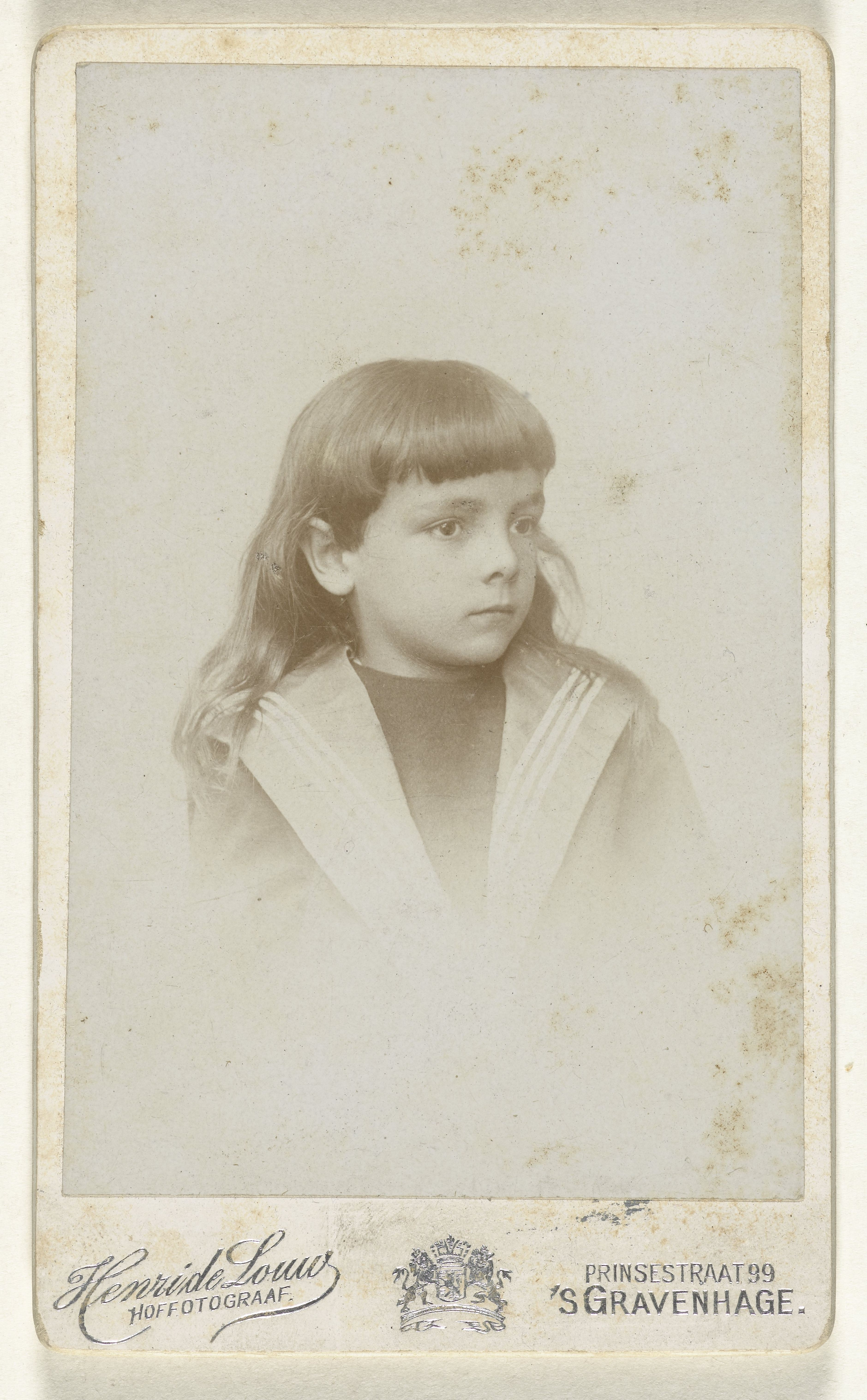
Studioportret van een meisje in matrozenpak.